# ПГГСД „Николай Хайтов“
Професионална гимназия по горско стопанство и дървообработване „Николай Хайтов“, съкратено ПГГСД „Н. Хайтов“, е средно училище в град Варна, разположено в район „Младост“, ул. „Орех“ № 11.

## История
Училището е създадено през 1924 година като Държавно практическо столарско училище, в което се обучават вечерно младежи, работещи в дървообработващите работилници.
От 1945 година се преустройва в средно техническо училище. Години наред е известно като Техникум по дървообработване и вътрешна архитектура „В. Коларов“. През 1991 година е преименувано в Техникум по горско стопанство и дървообработване, а през 2003 година – в Професионална гимназия по горско стопанство и дървообработване.
През 1997 година училището е включено в проект за усъвършенстване на професионалното образование и обучение към програма ФАР на Европейския съюз. Учениците се обучават в 8 специалности от висококвалифицирани преподаватели. Името си „Николай Хайтов“ гимназията получава през 2004 година.

## Структура
I. Прием след завършен 7-и клас
1. Специалност „Горско и ловно стопанство“, професия „Техник-лесовъд“
2. Специалност „Интериорен дизайн“, професия „Дизайнер-изпълнител“
3. Специалност „Парково строителство и озеленяване“, професия „Техник-озеленител“
4. Специалност „Мебелно производство“, професия „Организатор в дървообработването и производството на мебели“
5. Специалност „Реставрация на стилни мебели и дограма“, професия „Техник-технолог в дървообработването“

II. Прием след завършен 8-и клас
1. Специалност „Дърворезбарство“, професия „Дърворезбар“
2. Специалност „Производство на мебели“, професия „Оператор в дървообработването“
3. Специалност „Производство на тапицирани изделия“, професия „Оператор в дървообработването“

III. Прием след завършен 8-и клас на помощно училище
1. Специалност „Озеленяване и цветарство“, професия „Работник в озеленяването“

IV. Задочно обучение – след завършен 8-и клас – за лица, навършили 16 години и отпаднали от обучение по различни причини
1. Специалност „Горско и ловно стопанство“, професия „Техник-лесовъд“[1]